# 後藤楽々
後藤 楽々（ごとう らら、2000年〈平成12年〉7月23日 - ）は、日本のフリーアナウンサー、タレント、元アイドル。女性アイドルグループ・SKE48の元メンバー。
青山学院大学文学部英米文学科卒。2019年10月よりアナウンサープロダクションのセント・フォースに所属している。愛称は、らら。愛知県出身。

## 略歴
2015年3月15日、SKE48第7期生オーディションに合格。
同月22日、SKE48ニコ生特番にて、第7期生メンバーとしてお披露目。
同年8月12日発売のSKE48の18thシングル「前のめり」で初めて表題曲の選抜メンバーに入った。
同年10月5日、劇場デビュー7周年記念特別公演において、SKE48内のユニット「ラブ・クレッシェンド」のメンバーに、続いて同月25日にはAKB48グループの派生ユニット「虫かご」のメンバーに選ばれる。
同年11月28日、名古屋国際会議場センチュリーホールで行われた『SKE48冬コン2015 名古屋再始動。〜珠理奈が帰ってきた〜』の夜公演において、チームEへの所属および昇格が発表される。
2016年6月1日発売のAKB48の44thシングル「翼はいらない」で初めてAKB48の表題曲の選抜メンバーに入った。
2018年4月29日、学業に専念するため5月1日から活動休業を発表。
同年11月6日、SKE48劇場で行われたチームE「SKEフェスティバル」公演より復帰。
2019年3月1日、南山高等学校女子部を卒業する。
同年4月1日、青山学院大学文学部英米文学科に進学したことを公表する。
同年7月28日、自身の生誕祭公演にて9月末をもってSKE48を卒業することを発表した。
同年9月30日に行われたSKE48劇場での最終公演を以てSKE48を卒業。
同年10月1日付でアナウンサープロダクションのセント・フォースと契約し、同社傘下のスプラウト所属のフリーアナウンサー・タレントとして活動する。
2020年4月10日、「ZIP!」でレポーターデビューする。
2021年6月5日、「ズームイン!!サタデー」にてお天気キャスターを担当する（6月限定）。
2022年10月3日より「Oha!4 NEWS LIVE」にてカルチャーキャスターを担当する。
2023年3月26日、青山学院大学文学部英米文学科を卒業。

## 人物
特技は7歳から15年やっているゴルフ（ベストスコア79）。

## SKE48在籍時の参加楽曲

### シングル選抜楽曲
SKE48名義
- 前のめり
  - 制服を着た名探偵 - 「ドリーミング ガールズ」名義
- チキンLINE
  - Is that your secret? - 「Team E」名義
  - 旅の途中 - 「宮澤佐江と仲間たち」名義
- 金の愛、銀の愛
  - 今夜はShake it ! - 「ラブ・クレッシェンド」名義
- 意外にマンゴー
  - オレトク - 「Team E」名義
- 無意識の色
  - We're Growing Up - 「愛知トヨタ選抜」名義
  - 夜明けのコヨーテ - 「サガミチェーン選抜」名義
  - 反射的スルー - 「ラブ・クレッシェンド」名義
- 「Stand by you」に収録  
  - 神様は見捨てない
- 「FRUSTRATION」に収録
  - ゲームしませんか? - 「Passion For You選抜」名義
  - 人生の無駄遣い  - 「紅組」名義

AKB48名義
- 「唇にBe My Baby」に収録
  - さっきまではアイスティー - 「虫かご」名義
- 「君はメロディー」に収録
  - Gonna Jump - 「SKE48」名義
- 翼はいらない
- シュートサイン
  - Vacancy - 「SKE48」名義
- 願いごとの持ち腐れ
  - イマパラ
- 「#好きなんだ」に収録
  - 戸惑ってためらって - 「ネクストガールズ」名義

### アルバム選抜楽曲
SKE48名義
- 『革命の丘』に収録
  - 夏よ、急げ!
  - ライフルガール - 「ラブ・クレッシェンド」名義
  - ホライズン - 「愛知トヨタ選抜」名義
  - 制服を脱ぎたくなって来た

AKB48名義
- 『サムネイル』に収録
  - ランナーズハイ

### その他の参加楽曲
- シングル「コップの中の木漏れ日」（「ラブ・クレッシェンド」名義）
  - コップの中の木漏れ日
  - お楽しみは明日から - 「愛知トヨタ選抜」名義

### 劇場公演ユニット曲
チームE 4th Stage「手をつなぎながら」
- Glory days（2nd UNIT）

チームE 5th Stage「SKEフェスティバル」
- 君のC/W

## 出演

### バラエティ・情報番組
- ZIP!（2020年4月10日 - 、日本テレビ）
- ズームイン!!サタデー（2021年6月5日 - 26日、日本テレビ） - 6月度お天気キャスター
- Oha!4 NEWS LIVE（2022年10月3日 - 2025年3月28日、日本テレビ）- カルチャーキャスター[16]
- シューイチ（2025年4月5日 - 、日本テレビ） - 未来のヨシューリポーター

## 書籍

### 写真集
- 『LALA』（2025年、ワニブックス）ISBN 978-4-8470-8615-1[18]